# Дискримінантний аналіз
Дискриміна́нтний ана́ліз — різновид багатовимірного аналізу, призначеного для вирішення задач розпізнавання образів. Використовується для прийняття рішення про те, які змінні розділюють (тобто «дискримінують») певні масиви даних (так звані «групи»).

## Загальний опис
Дискримінантний аналіз є близьким до дисперсійного і регресійного аналізів, які також намагаються виразити одну із залежних змінних у вигляді лінійної комбінації інших показників або вимірювань. Однак, у двох інших методів залежна змінна є числовою величиною, в той час як у дискримінантному аналізі це категорійна змінна. Більш подібними до дискримінантного аналізу є логістична і пробіт регресія, оскільки вони також пояснюють категорійну змінну. Ці та інші методи використовуються переважно в тих випадках, коли не припускається нормальний розподіл незалежних змінних, що є основним припущенням методу дискримінантного аналізу.

## У генетиці
Нехай є довільна пара масивів нуклеотидних або амінокислотних послідовностей, у яких є відповідні функціональні властивості. Наприклад, один масив містить генетичні сигнали відовідного типу, яких немає у другому масиві. Задача пошуку характеристик, які дозволяють ідентифікувати генетичні сигнали, вирішується методом дискримінантного аналізу. 

## Дискримінантний аналіз в економіці
Дискримінантний аналіз широко застосовується в економіці для маркетингових досліджень при вирішенні питань сегментації ринку, при об'єктивній оцінці ступеня новизни товарів тощо.

## Дискримінантний аналіз у хемометриці
У хемометриці — статистичний метод встановлення границь, що розділяють дані на певні класи(категорії), і знаходження набору відповідних дескрипторів, що відображають кожний клас.